# Rima Schröter
La Rima Schröter è una struttura geologica della superficie della Luna.